# Basilique de Saint-Denis metróállomás
A Basilique de Saint-Denis egy metróállomás Franciaországban, Párizsban a párizsi metró 13-as metróvonalán. Tulajdonosa és üzemeltetője a RATP.

## Metróvonalak
Az állomást az alábbi metró- és villamosvonalak érintik:
- 13-as metróvonal

## Kapcsolódó állomások
A metróállomáshoz az alábbi állomások vannak a legközelebb:
- Saint-Denis – Université (Saint-Denis – Université, 13-as metróvonal)
- Saint-Denis – Porte de Paris (Châtillon - Montrouge, 13-as metróvonal)